# Соболевская, Юстина
Соболевская Юстина (пол. Justyna Sobolewska; род. 1972) – литературный критик, журналистка еженедельника «Политика». Дочь известного польского кинокритика и журналиста Тадеуша Соболевского и историка Анны Соболевской.
Окончила Варшавский университет. Работала в редакциях журналов «Пшекруй» и «Дзенник».
Автор книги «Книга о чтении, или остальное допиши сам» (2012 г.), соавтор книги «Я мать» (2004 г.) и антологии рассказов «Проект человек» (2009 г.).
Член жюри Центральноевропейской литературной премии «Ангелюс» и Вроцлавской поэтической награды «Силезиус». Сотрудничает с TVP «Культура». Автор интервью с украинскими писателями и рецензий украинских книг.